# Borlänge (stad)
Borlänge is de hoofdstad van de gemeente Borlänge in het landschap Dalarna en de provincie Dalarnas län in Zweden. De plaats heeft 39.422 inwoners (2005) en een oppervlakte van 3413 hectare. De plaats is de grootste stad van Dalarnas län. De rivier de Dalälven stroomt door de stad.
In Borlänge staat het Jussi Björlingmuseum dat gewijd is aan de operazanger Jussi Björling die er geboren is.

## Verkeer en vervoer
Bij de plaats lopen de E16, Riksväg 50, Riksväg 70 en Länsväg 293.
De plaats heeft een station aan de spoorlijnen Gävle - Kil/Frövi, Uppsala - Morastrand en Västerdalbanan.
Bij de stad ligt de luchthaven Dala Airport.

## Stedenbanden
- Larvik (Noorwegen)
- Wuhan (China)

## Geboren
- Jussi Björling (1911), tenor
- Göran Arnberg (1957), voetballer
- Björn Dixgård (1981), zanger van Mando Diao
- Lars Frölander (1974), zwemmer
- Lasse Nilsson (1982), voetballer
- Carl Norén (1983), zanger van onder andere Sugarplum Fairy
- Gustav Norén (1981), zanger van Mando Diao
- Victor Norén (1985), zanger van onder andere Sugarplum Fairy
- Maja Dahlqvist (1994), langlaufster